# Horst Joachim Frank
Horst Joachim Frank (* 6. Dezember 1928 in Schleswig; † 16. Oktober 2005) war ein deutscher Germanist und Universitätsprofessor an der Pädagogischen Hochschule Flensburg für Didaktik des Deutschunterrichts.

## Leben
Franks Eltern waren der Eisenbahnbeamter Emil Frank und dessen Frau Annemarie, geb. Krüger. Horst Joachim Frank verbrachte seine Kindheit und Jugend in Harburg, Malente, Altona und Schleswig, wo er ab 1940 das Gymnasium Domschule besuchte. Im Januar 1944 wurde er als Flakhelfer eingezogen, 1944 geriet er in Kriegsgefangenschaft, im Januar 1945 konnte er jedoch aus dem Kriegsgefangenenlager Annaberg fliehen und kehrte nach Schleswig zurück. Nach dem Abitur 1948 studierte Frank Physik und Mathematik an der Universität Hamburg, ab 1950 dann Deutsch, Geschichte und Philosophie an den Universitäten Hamburg, Tübingen und Freiburg. Während er seine Dissertation verfasste, war Frank als Arbeiter bei seiner späteren Schwägerin Beate Uhse tätig, 1958 wurde er promoviert, 1959 und 1961 legte er die Staatsexamen für das höhere Lehramt ab. 
Von 1960 bis 1961 war Frank als Lehrer am Alten Gymnasium in Flensburg, bevor er einen Lehrauftrag an der Pädagogischen Hochschule Flensburg erhielt. 1962 wurde er zum Dozenten berufen, 1967 – nach der Habilitation – dann zum Professor ernannt. 1969 war er Prorektor und von 1971 bis 1975 Rektor der Pädagogischen Hochschule Flensburg. Seine Forschungsschwerpunkte waren die Barockliteratur, schleswig-holsteinische Literaturgeschichte, Formen der Lyrik sowie die Geschichte des Deutschunterrichts und Interpretationsmethodik. 1994 wurde Frank emeritiert.
Horst Joachim Frank lebte in Glücksburg. Auf dem dortigen Friedhof wurde er auch beigesetzt.

## Schriften (Auswahl)
- Catharina Regina von Greiffenberg: Leben und Welt der barocken Dichterin. Sachse & Pohl, Göttingen 1967 (Schriften zur Literatur; 8) (Teilw. zugl.: Hamburg, Univ., Diss., 1957).
- Geschichte des Deutschunterrichts, von den Anfängen bis 1945. Hanser, München 1973, ISBN 3-446-11736-9.
- Dichtung, Sprache, Menschenbildung. Geschichte des Deutschunterrichts von den Anfängen bis 1945. 2 Bde. Deutscher Taschenbuch Verlag, München 1976, ISBN 3-423-04271-0.
- Handbuch der deutschen Strophenformen, Hanser, München 1988, ISBN 3-446-12614-7.
- Sechzig Semester: ein Rückblick auf die innere Entwicklung der Pädagogischen Hochschule Flensburg. Forschungsstelle für Regionale Landeskunde an der Pädagogischen Hochschule, Flensburg 1991 (Flensburger regionale Studien. Sonderheft; 1), ISBN 3-923444-39-7.
- Wie interpretiere ich ein Gedicht? Methodische Anleitung, Francke, Tübingen Basel 1993 (UTB; 1693), ISBN 3-7720-1706-1.
- Literatur in Schleswig-Holstein
  - Bd. 1: Von den Anfängen bis 1700. 1995, ISBN 3-529-03100-3.
  - Bd. 2: 18. Jahrhundert. 1998, ISBN 3-529-03099-6.
  - Bd. 3,1: 19. Jahrhundert: Im Gesamtstaat, 2004, ISBN 3-529-03098-8.
  - Bd. 3,2: 19. Jahrhundert: In Preußen und im neuen Reich, 2004, ISBN 3-529-03098-8
- Goethe: Vorlesungen, 2 Bde. Universität Flensburg, Flensburg 1999.
- Erkundungen: Vorträge und Aufsätze zur Literatur. Universität Flensburg, Flensburg 2004.